# Zora Restúnio
Zora Restúnio (em armênio: Զորա) foi um nobre armênio do século IV, ativo no reinado do rei Tigranes VII (r. 339–350).

## Nome
Zora (Զորա) é um nome armênio cuja origem é incerta. Ferdinand Justi propôs que esteja relacionado com o siríaco Zora (ܙܥܘܪܐ, Zˁōrā).

## Vida

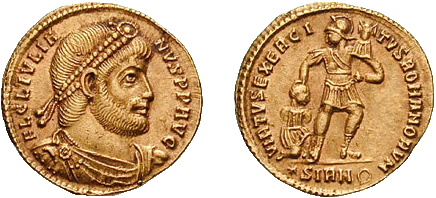
Soldo de r.

Essa personagem é citada apenas por Moisés de Corene. Segundo o autor, era irmão de Mirabandaces I, o que contradiz Fausto, o Bizantino, que alegou que Mirabandaces era irmão de Gareguim I. Segundo Moisés, com a morte de seu irmão, foi nomeado como comandante-em-chefe do exército sul da Armênia, mas essa divisão do exército não é conhecida nesse período, indicando uma confusão de Moisés.[a] Numa menção anacrônica, alegou que Tigranes concordou em enviar homens para ajudar o imperador Juliano, o Apóstata (r. 361–363) em sua campanha contra o Império Sassânida do xá Sapor II (r. 309–379) e Zora foi escolhido para lutar. Mas Zora se recusou a ir por Tigranes ter matado o católico Hesíquio e persuadiu suas tropas a segui-lo para Tamoritis, um distrito ao sul do lago de Vã e a leste do Tigre. Os mensageiros de Juliano enviaram carta a Tigranes relatando o ocorrido. O rei ordenou que o grão-camareiro Hair convocasse Zora a sua presença, mas quando o exército percebeu que os nobres não cooperariam, dispersaram cada um para sua casa. Zora foi deixado sozinho e foi ao rei. O rei capturou-o, tomou a fortaleza de Altamar e massacrou sua família. Só seu sobrinho Tazates sobreviveu.